# Giải bóng đá Kantō
Giải bóng đá Kantō (関東サッカーリーグ) là một giải bóng đá Nhật Bản diễn ra tại vùng Kantō, gồm các tỉnh Chiba, Gunma, Ibaraki, Kanagawa, Saitama, Tochigi, Tokyo và Yamanashi. Vùng này bao gồm cả Vùng thủ đô.

## Các câu lạc bộ 2015
| Hạng   | Tên câu lạc bộ                | Trụ sở                     |
| ------ | ----------------------------- | -------------------------- |
| Hạng 1 | Briobecca Urayasu             | Urayasu, Chiba             |
| Hạng 1 | Tokyo 23 F.C.                 | Các khu đặc biệt của Tōkyō |
| Hạng 1 | Vonds Ichihara                | Ichihara, Chiba            |
| Hạng 1 | F.C. Korea                    | Tokyo                      |
| Hạng 1 | Ryutsu Keizai University F.C. | Ryūgasaki, Ibaraki         |
| Hạng 1 | Vertfee Takahara Nasu         | Yaita, Tochigi             |
| Hạng 1 | Tonan Maebashi                | Maebashi, Gunma            |
| Hạng 1 | Hitachi Building System S.C.  | Chiyoda, Tokyo             |
| Hạng 1 | Saitama S.C.                  | Sayama, Saitama            |
| Hạng 1 | Joyful Honda Tsukuba F.C.     | Tsukuba, Ibaraki           |
| Hạng 2 | Aries F.C. Tokyo              | Nerima, Tokyo              |
| Hạng 2 | Yokohama Takeru               | Yokohama, Kanagawa         |
| Hạng 2 | JMSDF Atsugi Marcus           | Atsugi, Kanagawa           |
| Hạng 2 | Nihonkogakuin F・Marinos      | Yokohama, Kanagawa         |
| Hạng 2 | Kanagawa-ken Kyoin S.C.       | Tsurumi-ku, Yokohama       |
| Hạng 2 | Toho Titanium S.C.            | Chigasaki, Kanagawa        |
| Hạng 2 | Taisei City F.C. Sakado       | Sakado, Saitama            |
| Hạng 2 | Tonan Maebashi Satellite      | Maebashi, Gunma            |
| Hạng 2 | Waseda United                 | Nishitōkyō, Tokyo          |
| Hạng 2 | F.C. TIU                      | Sakado, Saitama            |